# Michał Jastrzębski (stolnik)
Michał Jastrzębski herbu Ślepowron (zm. 1764) – stolnik halicki w 1760 roku, stolnik kołomyjski w latach 1746–1760, miecznik halicki w latach 1744–1746.
Był posłem ziemi halickiej na sejm 1746 roku. Poseł na sejm 1752 roku z ziemi halickiej. 